# Chip 'n Dale Rescue Rangers (jogo eletrônico)
Chip 'n Dale Rescue Rangers (チップとデールの大作戦, Chippu to Dēru no Daisakusen), é um jogo eletrônico de Plataforma, que foi lançado para Nintendo Entertainment System, Ele foi desenvolvido e publicado pela Capcom en 8 de Junho, 1990. Este é o jogo foi baseado na série animada de televisão de mesmo nome da Disney. Na lista dos 100 melhores jogos do NES, o site IGN classificou o jogo na posição 71.